# Bleienbach
Bleienbach là một đô thị ở huyện Aarwangen ở bang Bern ở Thụy Sĩ. Đô thị này có diện tích 5,69 km², dân số năm 2020 là 734 người.